# Hendrik Gerard van Holthe tot Echten (1852-1938)
Hendrik Gerard van Holthe tot Echten (Assen, 13 januari 1852 - Echten, 16 juli 1938) was een Nederlandse burgemeester.

## Leven en werk

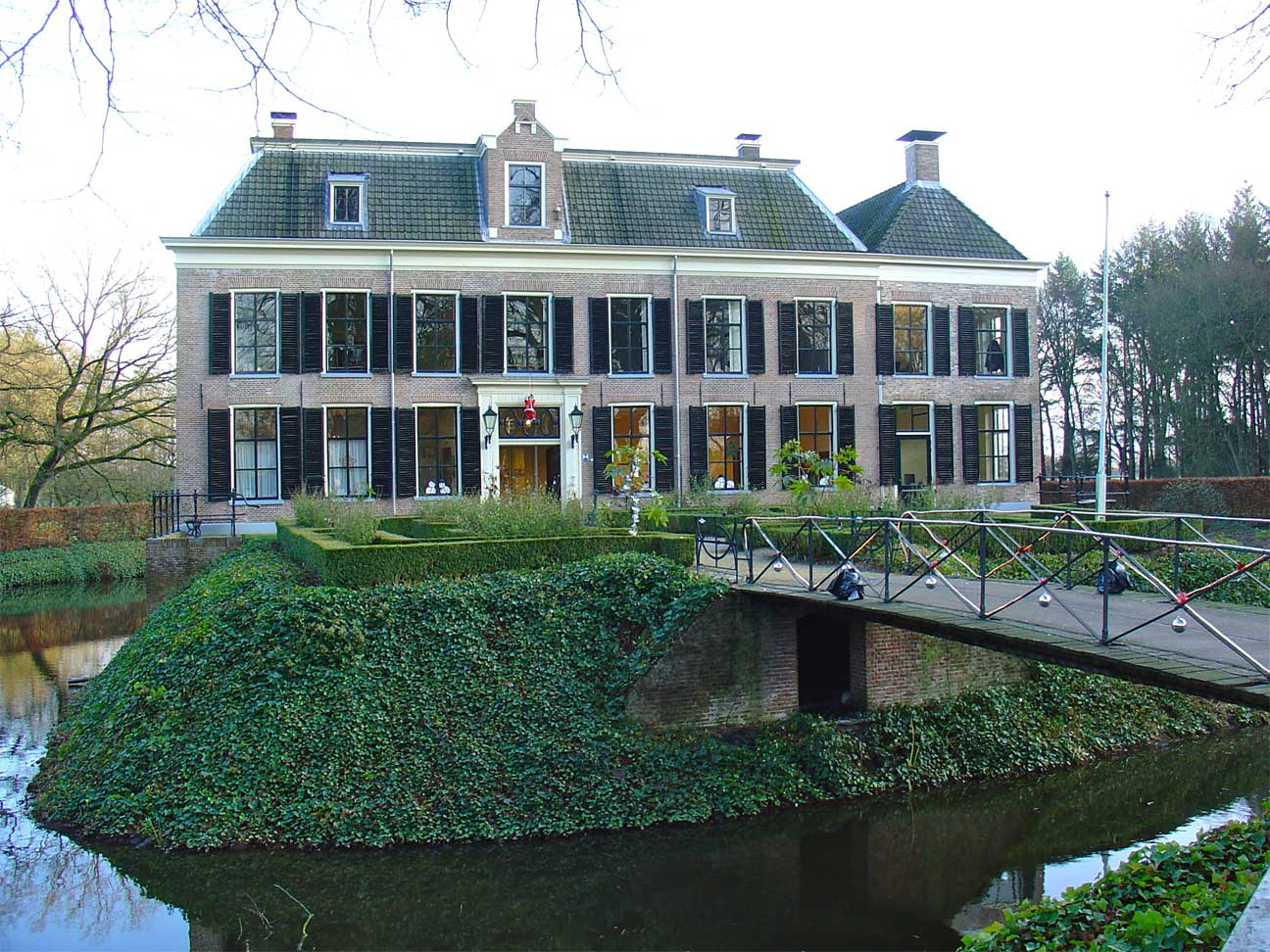
Het Huis te Echten na 1883 de residentie van Hendrik Gerard van Holthe tot Echten

Jhr. Van Holthe tot Echten was een zoon van de president van het gerechtshof te Assen Pieter Adam van Holthe tot Echten en Petronella Maria Nicolette de Court. Hij trouwde met zijn nicht Henriette Christina Dido Cecilia van Holthe tot Echten, dochter van de Asser advocaat en notaris Anne Willem van Holthe tot Echten en Maria Louisa Hora Buma. Van Holthe tot Echten erfde in 1883 na het overlijden van zijn ouders het Huis te Echten. Hij werd in december 1877 op 25-jarige leeftijd benoemd tot burgemeester van Ruinen. Deze functie vervulde hij bijna 39 jaar totdat hij in oktober 1916 werd opgevolgd door zijn zoon Anne Willem, die bijna 30 jaar burgemeester van Ruinen was. Van Holthe tot Echten overleed in juli 1938 op 86-jarige leeftijd te Echten. Hij werd in 1911 benoemd tot ridder in de Orde van Oranje-Nassau.
Zijn gelijknamige neef en zwager Hendrik Gerard was wethouder van Assen, lid van Provinciale Staten van Drenthe en Eerste Kamerlid.